# Phytoecia aenigmatica
Phytoecia aenigmatica là một loài bọ cánh cứng trong họ Cerambycidae.